# Historia de Orihuela

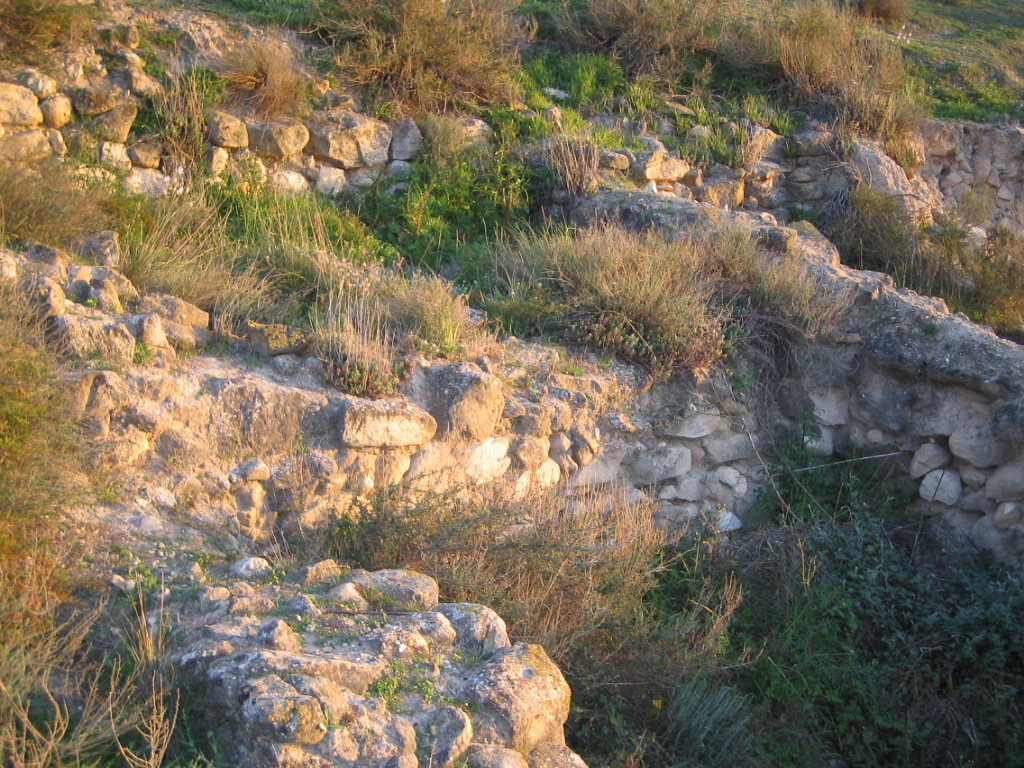
Yacimiento de Los Saladares.

La historia de Orihuela alcanza hasta la actualidad. Hay vestigios humanos desde el Calcolítico (segunda mitad del tercer milenio a. C.) aunque el primer asentamiento debió producirse durante el Solutrense (20.000 a. C.), habiendo también pasado por estas tierra la cultura Argárica, Bronce Final y Hierro Antiguo donde los pobladores de esta última fundaron el poblado que está situado en Los Saladares. Este poblado fue conquistada por los íberos.
La expansión de la "Cultura de Los Millares" por esta comarca, pasó de una economía ganadera a una economía agrícola o mixta. La mejora en las técnicas de fundición de metales nos llegó de la Provincia de Almería unos 3500 años atrás con la denomina "Cultura de El Argar", instaurando una sociedad jerarquizada basada en una incipiente especialización en el trabajo. En la necrópolis de San Antón se hallaron enterramientos en tinajas y también en forma de túmulo, estas últimas destinadas a personajes importantes. La lenta evolución reflejada en los yacimientos de Los Saladares y de San Antón nos introduce de lleno en el mundo ibérico, donde surge ya un primitivo urbanismo en lugares dominantes y se utiliza la cerámica de torno y decorada. La presencia de los Celtas que llegan en busca de la sal de Guardamar quedó rápidamente diluida entre la población ibérica. Estas dos razas darán aquí lugar al pueblo contestano. El primer contacto de la comarca de la Vega Baja con los griegos se produce en el siglo VI a. C., sirviendo el río Segura (llamado Thader en esa época) como vía de penetración para su comercio. La presencia de los fenicios es difícil de datar cronológicamente; es posible que fueran ellos los que enseñaron al núcleo ibérico la utilización del torno y el horno de alfarería.
Los Cartagineses cambiaron el tipo de comercio de los fenicios y griegos por el de dominación política, difundiendo además el uso de la moneda Asdrúbal en el 223 a. C. Estos establecieron la primera fortificación en este meandro del río Segura.
Pero el emplazamiento actual de la ciudad fue fundado por los romanos siendo nombrada orcelis y formando parte de la Provincia Cartaginense, imponiendo estos su lengua (el latín, cultura y cultivos.

## Edad Media

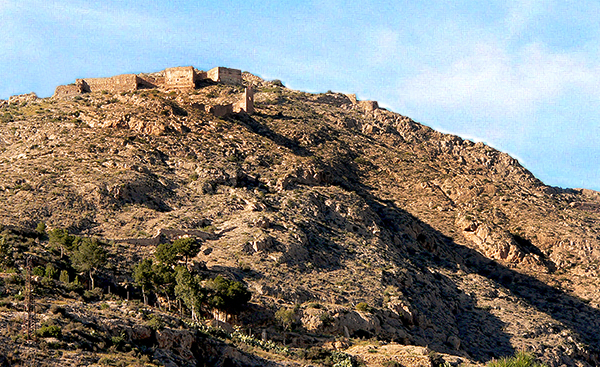
El castillo de Orihuela, centro militar de la ciudad. De origen visigodo.

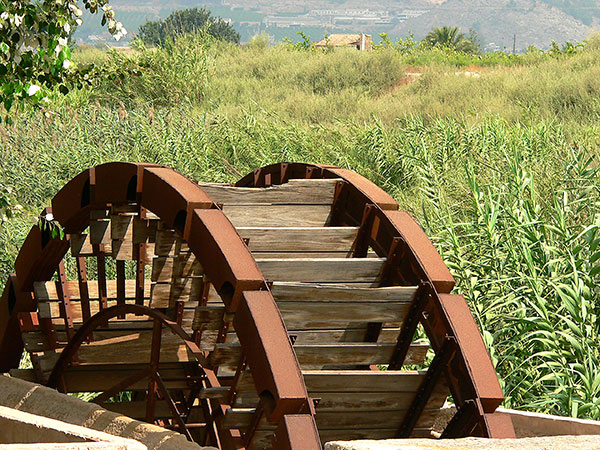
Noria en Las Norias (Desamparados), huella de la cultura árabe.

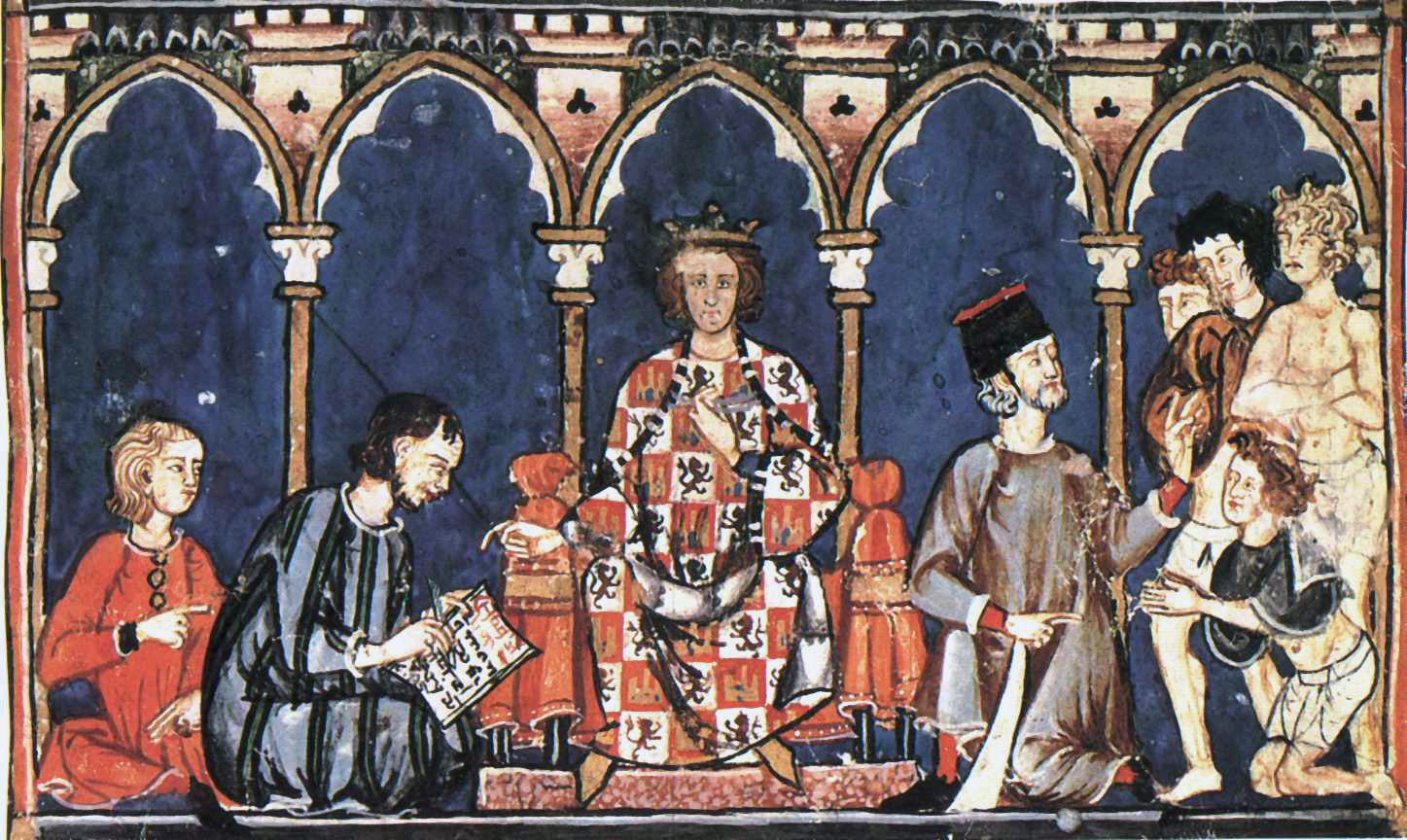
Alfonso X el Sabio y su Corte.

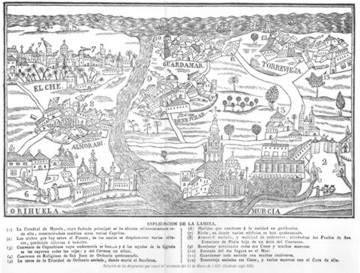
Grabado antiguo de la ciudad de Orihuela con su comarca y ciudades vecinas.

El Imperio bizantino conquistó estas tierras durante la época del Emperador Justiniano. Los bizantinos ofrecían la misma religión (la cristiana, esto fue antes del Cisma de Oriente), una misma lengua (el Latín), el espíritu comercial bizantino, el recuerdo de la gloria de Roma y el deseo de revivir el imperio, vivo en los bizantinos y el deseo de servir a un emperador fuerte que asegure la paz de una vez por todas, y no a los reyes germanos que vivían batallando entre ellos, cosa que hacía la vida más insegura y evitaba la expansión comercial.

El Escudo de Orihuela medieval. Esta versión figura en la entrada de la muralla de Santo Domingo.

Los visigodos bajo el mando del rey Suintila, año 625, conquistaron toda la zona bizantina de Hispania incluyendo claramente a Orcelis. Los visigodos llamaron a Orcelis como Auriola y crearon allí una nueva provincia, la provincia de Auriola, siendo una de las ocho demarcaciones visigodas de Hispania y estableciendo la capital en ésta.
Durante el año 713 la conquista musulmana a la península ibérica estaba muy avanzada. El señor de Orihuela, por entonces Teodomiro o Tudmir (según las fuentes árabes) realizó un tratado con los musulmanes llamado Pacto de Tudmir  por el que su señorío, que comprendía a grandes rasgos las actuales provincias de Alicante y Murcia, seguía manteniendo una cierta independencia pero en el 825, muerto ya Teodomiro, el reino pasa a ser reino dependiente del Emirato Omeya y dejando la capitalidad, que fue llevada a Murcia hasta que el Reino de Teodomiro pasó al Emirato de Córdoba.
En el 929 el Reino de Teodomiro pasa a llamarse Reino de Murcia y donde en el 1031 este reino pasa a ser una Kura o Cora (provincia) del Califato de Córdoba, que seis años más tarde Uryula (nueva denominación árabe) pasó al emirato de Valencia. Desde el año 1053 hasta el 1212 fue cambiando de manos valencianas a murcianas y viceversa.
En esta época Orihuela alcanzó un gran patrimonio como los baños termales, mezquitas, murallas y en los territorios de las actuales pedanías construyeron norias (como las del río Segura en Los Desamparados) y numerosas acequias, trayendo así nuevos cultivos como la naranja y el limón.
El infante Alfonso, futuro rey Alfonso X el Sabio conquistó Orihuela para la Corona de Castilla a mediados del siglo XIII (El 17 de julio de 1243 según muchos historiadores y leyendas, y de 1242 según muchos otros), dotando a la ciudad de un Fuero Real en 1265.
Posteriormente, Jaime II de Aragón conquistó la ciudad, al igual que casi todo el Reino de Murcia, en el 1296 pasándola al Reino de Valencia, perteneciente a la Corona de Aragón.
La mitad sur de la provincia de Alicante, incluyendo Orihuela, pasó entonces, y tras la firma de la Sentencia Arbitral de Torrellas (1304) a pertenecer al Reino de Valencia, aunque con un estatus jurídico particular, siendo capital de la Gobernación de Oriola y con derecho a voto en las cortes.
Al ser frontera con la Corona de Castilla, Orihuela va ganando prestigio y fama, convirtiéndose así en la segunda ciudad más importante del Reino de Valencia.
El dominio cristiano llevó a Orihuela a su máximo esplendor y de esta época es de donde provienen la mayoría de los monumentos, destacando la Catedral (construida sobre los restos de la antigua mezquita que fue destruida por los cristianos), el palacio episcopal, la iglesia de Santas Justa y Rufina, los mojones del Reyno (en Desamparados, mandados a poner en la frontera con Castilla por Fernando el Católico), el convento y otros palacios y monasterios.
El 11 de septiembre de 1437 fue elevada a rango de Ciudad por Alfonso V, quien declaró nobles a todos sus habitantes, presentes y futuros. 
Asimismo este rey pactó con Eugenio IV la creación de la Diócesis de Orihuela, designando como Obispo a un descendiente de los Corella, condes de Cocentaina, quien nunca llegó a sentarse en la Cátedra Episcopal. Sin embargo, el rey castellano protestó ante el Concilio de Cotanza-Ferrara-Basilea quien desautorizó a su santidad y suprimió la Diócesis de Orihuela. 
En marzo de 1488, los Reyes Católicos convocaron Cortes de la Corona en la  Iglesia de Santiago con el fin de acometer la última gran empresa de la Reconquista, la conquista de Granada. Actualmente una parte de la Historiografía dice que dichas cortes se celebraron en la Colegiata del Salvador y Santa María (actual  Catedral del Salvador desde 1510).

## Edad Moderna

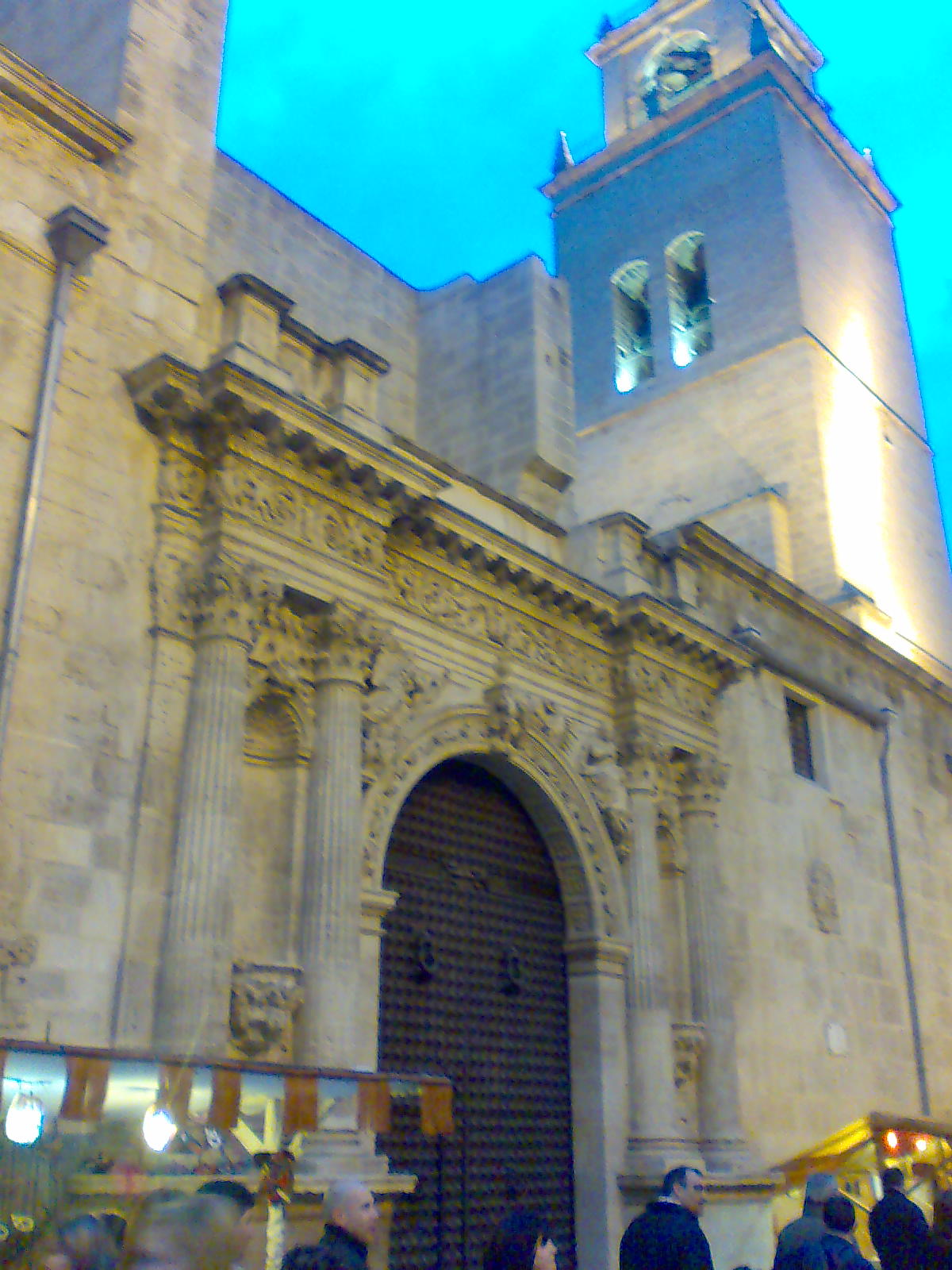
Catedral de Orihuela y su diócesis.

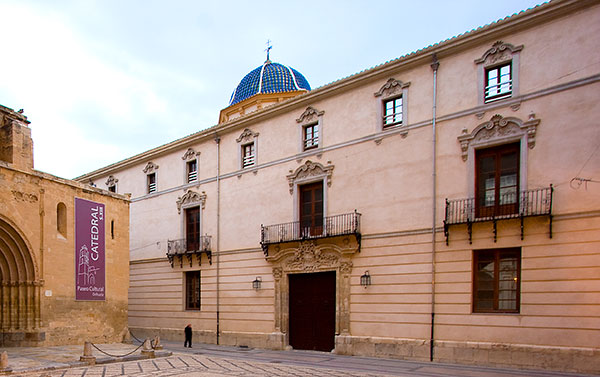
Palacio Episcopal. Orihuela.

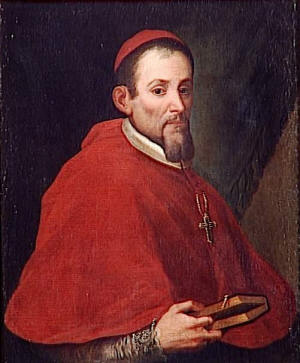
Cardenal Belluga.

En 1510 el papa Julio II concede a Orihuela la Catedral, teniendo la diócesis de Cartagena entonces tres sedes (Cartagena, la Catedral de Murcia y la de Orihuela).
En la Guerra de las Germanías, la ciudad se alza en contra de la Política de Carlos I, siendo uno de los puntos clave debido a ser una de las ciudades más importantes de la corona de Aragón.
En 1518 los gremios de los oficios se unieron a la germanía y acaudillados por el Notario Pedro Palomares, contribuyeron a la derrota del Virrey de Valencia y de la nobleza de dicha ciudad, expulsando a la nobleza de la Gobernación de Orihuela. En 1521, el Virrey de Valencia decide dividir el ejército en dos para intentar reducir la capital del reino. Envía una parte al norte y otra a Orihuela acompañando él a la parte sur para conquista Orihuela. Allí se une con el ejército de Carlos I que estaba mandado por el Marqués de los Vélez. Ambos unidos a otros nobles y caballeros oriolanos, se enfrentaron en la Batalla de Bonanza en la que los gremios fueron vencidos y ahorcados, descuartizando a los principales jefes, sufriendo la ciudad un importante saqueo que duró treinta días. Con la derrota de la principal ciudad del sur y la segunda del reino de Valencia, quedó abierta la zona sur para la conquista de Valencia, cayendo posteriormente otras ciudades sin apenas oponer resistencia como Elche, Alicante hasta llegar a Valencia.
Orihuela continua reforzando su capitalidad, ya que en el ámbito eclesiástico, en el año 1564, Orihuela obtiene la ya anhelada por sus ciudadanos Diócesis de Orihuela, independizándose así de la Diócesis de Cartagena  gracias al rey Felipe II de España y al papa Pío IV, construyéndose el Seminario en 1762, y en cuestión cultural, con la creación, en el 1610 de la Universidad de Orihuela, regentada por los dominicos y que estaría en funcionamiento hasta 1807.
En la década de 1570 el rey Felipe II concede la segregación del pueblo de Callosa de Orihuela que cambió su nombre por el de Callosa de Segura.
Sin embargo, su peso relativo con respecto a otras zonas de la provincia fue paulatinamente decreciendo desde mediados del siglo XVI, en gran parte debido las pestes de 1648 y 1678 (donde Orihuela fue repoblada parcialmente por castellanos y de ahí que ahora se hable el español y su denominación actual de Orihuela) y la ruina de la agricultura comercial. La Bailía General pasaría a instalarse en la ciudad de Alicante en el 1647.
A finales del siglo XVII el rey Carlos II concedió la segregación de uno de los puertos de Orihuela, Guardamar del Segura, entrada natural de las mercancías al municipio de Orihuela, lo que le supuso una importante pérdida.
Sin embargo, a principios del siglo XVIII se produjo un potente impulso colonizador de su huerta, apoyado por el cardenal Belluga y que se tradujo en una notable expansión económica y demográfica.
En 1707, durante la Guerra de Sucesión Española la Corona de Aragón y el Marqués de Rafal, gobernador de Orihuela, se pusieron de parte del candidato austríacista, el cual hizo de Orihuela capital de la provincia Ultra Saxonam. En plena guerra, un rayo cayó en el castillo haciendo explotar el polvorín y con esto el castillo, matando a todos los soldados de la guarnición allí existente.
Finalizada la Guerra, el rey Felipe V como forma de ultrajar a la ciudad de Valencia, cambió la Capital del Reino a Orihuela, ordenando en ella la reunión de la Audiencia y de los síndicos. La aversión hacia la ciudad por parte del cardenal Belluga de Murcia, quien poco antes la había saqueado y bombardeado, hizo cambiar al rey de opinión con la condición de si así no lo hacía, abandonaría el Virreinato. Finalmente, le fue devuelta la capitalidad a Valencia.
Desde esa época la prosperidad de Orihuela cayó en picado. La pérdida de su castillo, la independencia en 1737 de Alicante, Elche, Monforte del Cid, Jijona, Villajoyosa, Agost, Busot, San Juan y Muchamiel de su provincia, formando la de Alicante, fueron las principales causas de su desplome.
A finales del siglo XVIII, por decreto del rey Carlos III se segregó de la ciudad el municipio de Torrevieja, suponiendo la pérdida de las lagunas de la Mata y de Orihuela, donadas por el rey Fernando el Católico junto al monopolio sobre la sal a la ciudad de Orihuela. Tras la Segregación se le cambió el nombre a la segunda por el de laguna de Torrevieja.

## Edad Contemporánea

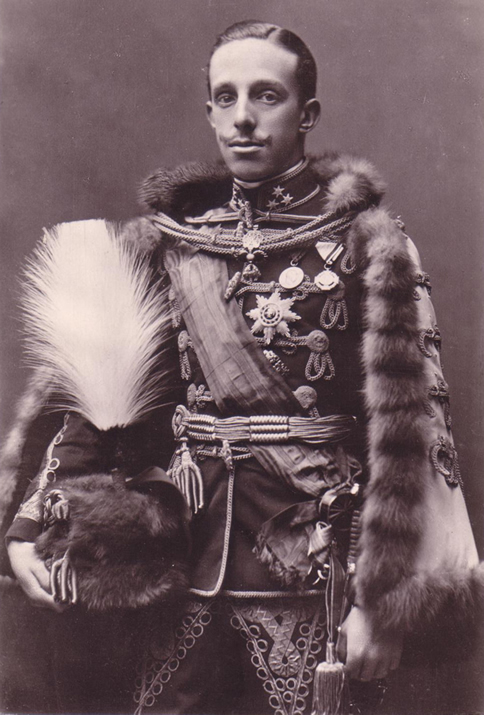
Alfonso XIII de España.

Pero los problemas no acabaron allí. En 1799 Orihuela perdió su provincia, pasando a la de Alicante y durante la gobernación del rey francés José Bonaparte, dentro de la Organización terrirorial de España en prefecturas, pasó al Departamento del Río Segura, con capital en Murcia y más tarde, en 1822, a la provincia de Murcia.
En marzo de 1829, el terremoto de Torrevieja hizo estragos en la población afectando a la mayoría de edificios y a los pocos restos del castillo que quedaban.

El Escudo de Orihuela utilizado durante el periodo republicano.

En 1833 pasa definitivamente a la provincia de Alicante.
La Primera Guerra Carlista (1833-1839), tuvo una amplia repercusión en Orihuela, especialmente en el año 1837 cuando el carlista Forcadell entra en la ciudad haciéndose fuerte frente a los gubernamentales.
La desamortización supuso un duro golpe para la ciudad y sobre todo para la jerarquía eclesiástica al perder múltiples posesiones como el actual municipios de Bigastro (perteneciente al Cabildo Catedral) el actual municipio de Redován (perteneciente a la orden de Predicadores), así como la pérdida de numerosos inmuebles que poco a poco fueron comprados por la Catedral Oriolana (el convento de los Trinitarios, el convento de los Dominicos, el convento de los Agustinos, el convento de los mercedarios, etc.). En Sentencia del Tribunal Supremo de la década de 1870 se concedió a la diócesis de Orihuela y a la de León la posibilidad de reclamar las fincas perdidas por la desamortización merced al Concordato de 1855, pero esa reclamación nunca se produjo.
Durante el breve capítulo que supuso la Primera República Española de 1873, se produjo el episodio de la toma de la ciudad por el cantonalista Antonete Gálvez al mando de un número desconocido de revolucionarios, que derrota al gobernador militar Ruiz Piñero, a cuyas órdenes sólo se encontraban 40 carabineros y 11 guardias civiles, en las calles céntricas de la ciudad durante la batalla de Orihuela el día 30 de agosto. Al vencer la batalla los cantonalistas se creó el Cantón de Orihuela, destituyendo al ayuntamiento.
En el año 1884 llegó el ferrocarril a la ciudad. A esta celebración tan importante para los oriolanos vino el entonces Presidente del Gobierno de la época, el señor Canovas de Castillo. La celebración tuvo lugar en el claustro de la antigua universidad de Santo Domingo
Orihuela llegó a su ruina en 1879 durante la Riada de Santa Teresa, que causa 300 muertos y numerosas pérdidas materiales.
Incapaz durante los siglos XIX y principios del XX, por sus estructuras sociales, de alcanzar una verdadera industrialización, el desarrollo del regadío iniciado en época musulmana transformó la estructura económica de la ciudad y de su comarca.
Durante el último siglo Orihuela empezó a resurgir de nuevo. La visita del rey Alfonso XIII, Miguel Hernández y la llegada de la democracia fueron las principales causas de este renacimiento.